# Jumilhac-le-Grand
Jumilhac-le-Grand là một xã của Pháp, nằm ở tỉnh Dordogne trong vùng Aquitaine của Pháp.

## Thông tin nhân khẩu
| Năm    | 1962  | 1968  | 1975  | 1982  | 1990  | 1999  | 2005  |
| ------ | ----- | ----- | ----- | ----- | ----- | ----- | ----- |
| Dân số | 1 896 | 1 654 | 1 535 | 1 411 | 1 260 | 1 213 | 1 233 |